# Coenosia ferruginea
Coenosia ferruginea är en tvåvingeart som beskrevs av Wulp 1891. Coenosia ferruginea ingår i släktet Coenosia och familjen husflugor. Inga underarter finns listade i Catalogue of Life.